# Blaukehlchen
Das Blaukehlchen (Luscinia svecica, Syn.: Cyanecula svecica, Cyanosylvia svecica) ist eine Singvogelart aus der Familie der Fliegenschnäpper (Muscicapidae). Namensgebend ist die auffallende Blaufärbung von Kehle und Vorderbrust, die das Männchen im Brutkleid zeigt. Je nach Unterart befindet sich auf diesem Grund ein zentraler weißer oder roter „Stern“. Die zehn Unterarten werden daher in zwei Gruppen geteilt, das Weißsternige und das Rotsternige Blaukehlchen (Tundrablaukehlchen). Bei manchen Unterarten fehlt der Stern jedoch.
Das Blaukehlchen besiedelt busch- oder röhrichtbestandene Biotope meist an sehr feuchten Standorten und ernährt sich überwiegend von Insekten. Es kommt in weiten Teilen der Paläarktis vor und hat jenseits der Beringstraße auch einen Teil Nordalaskas besiedelt. In Europa ist das Verbreitungsgebiet stark zergliedert und die Art vielerorts durch Mangel an geeignetem Lebensraum bedroht.
Das Blaukehlchen ist ein Zugvogel. Die europäischen Blaukehlchen überwintern in Südspanien, Nordafrika, südlich der Sahara und in Südasien, wobei das Weißsternige Blaukehlchen eher ein Kurz- oder Mittelstreckenzieher und das Rotsternige Blaukehlchen Langstreckenzieher ist.

## Beschreibung

### Aussehen und Maße

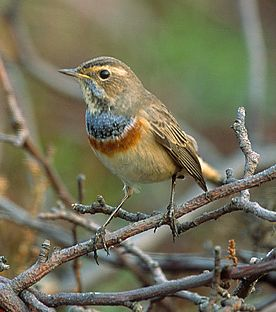
Männchen im Ruhekleid

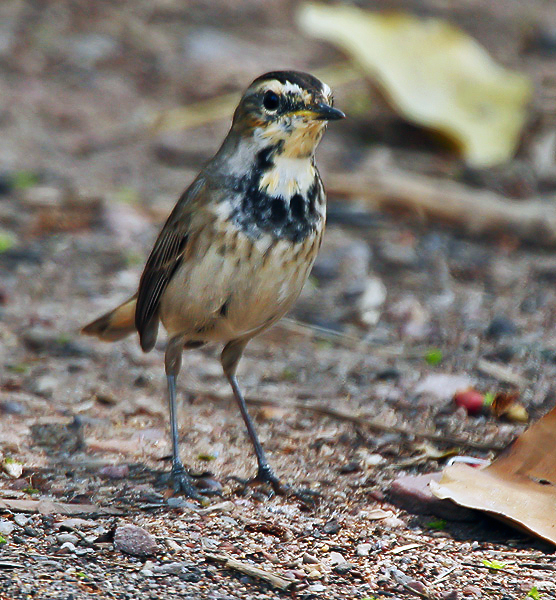
Dem Weibchen fehlt die blaue Färbung der Kehle bisweilen völlig. Typisch ist dies besonders für Weibchen im ersten Winter.

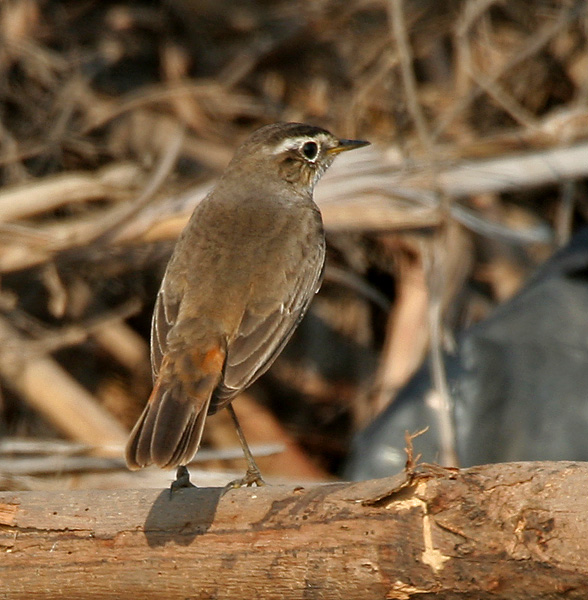
Bestes Artmerkmal in allen Kleidern sind die rötlichen Schwanzaußenseiten.

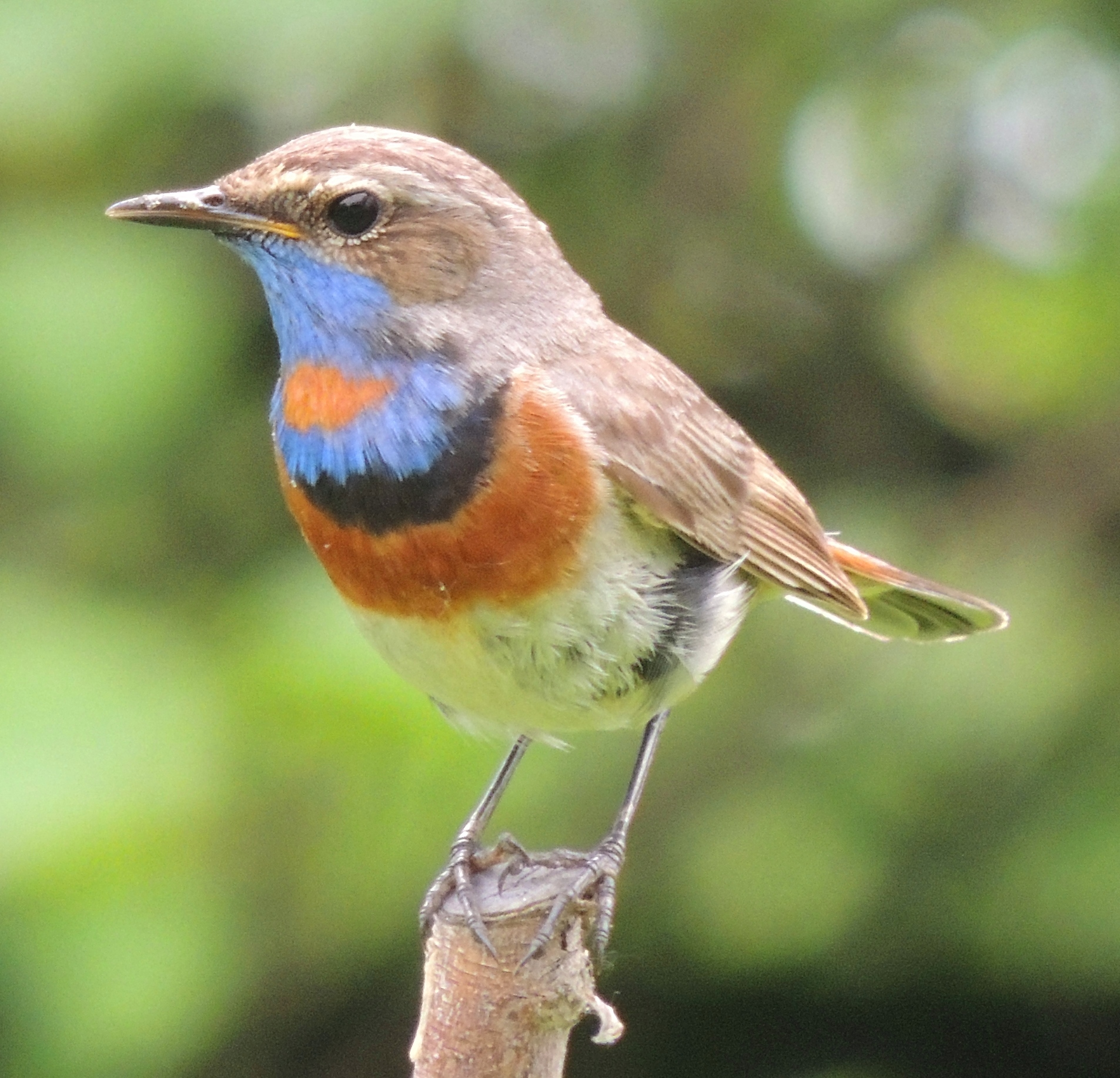
Männchen des Rotsternigen Blaukehlchens im Prachtkleid

Das Blaukehlchen ist ein schlank gebauter, hochbeiniger Singvogel, mit 13–14 cm Körperlänge etwa rotkehlchengroß und somit etwas kleiner als die nah verwandte Nachtigall. Die Flügellänge beträgt beim Männchen durchschnittlich etwa 78 mm, die Schwanzlänge 54 mm. Beim Weibchen liegt die Flügellänge bei 74 mm, die Schwanzlänge bei 52 mm. Beide Geschlechter wiegen 16 bis 18 g.
Die Oberseite ist überwiegend dunkelgraubraun, Bürzel und Oberschwanzdecken sind etwas wärmer getönt. Von den dunkel gestrichelten Scheitelseiten hebt sich deutlich ein beiger Überaugenstreif ab. Zügel und Ohrdecken sind dunkel graubraun und tragen eine hellere Strichelung. Die Körperseiten sind blassbeige, Hinterbrust und Bauch weißlich und die Unterschwanzdecken rahmfarben. Bestes Artmerkmal in allen Kleidern sind die zweifarbigen Seiten des Stoßes. Die beiden mittleren Steuerfedern sind braun, bei allen äußeren ist die basale Hälfte rostrot, die terminale Hälfte schwarzbraun. Die ebenfalls schwarzbraunen Hand- und Armschwingen tragen helle Säume. An den dunkelbraunen Oberflügeldecken zeigen sich rötlich braune Säume. Der Unterflügel ist braun. Der dunkel hornbraune bis schwarzbraune Schnabel ist innen lebhaft zitronengelb gefärbt. Die Füße und Beine sind wie der Schnabel dunkel hornbraun, der Lauf ist rötlich durchscheinend. Die Iris ist schwarzbraun.

#### Männchen
Beim Männchen im Brutkleid sind Kinn, Kehle, Bartstreif und obere Brust seidenglänzend und lebhaft blau. Die blaue Kehlzeichnung ist auch im ultravioletten Spektrum stark reflektierend, was offenbar entscheidenden Einfluss auf die Partnerwahl der Weibchen hat. Unterhalb der Kehle liegt inmitten der blauen Färbung zentral ein nierenförmiger Fleck – „Stern“ genannt –, der je nach Unterart rostrot (Rotsterniges Blaukehlchen) oder weiß (Weißsterniges Blaukehlchen) ist, in der Ausdehnung variieren oder ganz fehlen kann. Der blaue Kehlfleck ist zum Bauch hin von einem dunklen Rand begrenzt, auf den ein beiges Band und eine rostrote Brustbinde folgen, die zum Bauch hin auslaufen. Kehlfleck und Brustband können von hellen Federsäumen durchsetzt sein. Im Ruhekleid ist die blaue Färbung weniger ausgeprägt, Kinn und Kehle sind keilförmig weiß mit schmalem, schwärzlich braunem Bartstreif.

#### Weibchen
Im Brut- und Ruhekleid des Weibchens sind die beim Männchen blauen Partien hellbeige und zeigen dazu kontrastierend den dunklen Bartstreif, der auch im Ruhekleid des Männchens sichtbar wird. Das Brustband ist dunkel gewölkt bis gestrichelt. Bei einigen Weibchen ist die Wölkung auch blassblau durchsetzt. Das rostrote Band zum Bauch hin ist allenfalls angedeutet.

#### Jugendkleid und erster Winter
Im Jugendkleid ist die Oberseite schwarzbraun mit einer keilförmigen, rostbeigen Fleckung, die Oberschwanzdecken sind rötlich braun. Kehle, Brust und Bauchseiten sind beige mit dunklen Spitzen, Bauch und Unterschwanzdecken weißlich.
Im ersten Winter ähnelt das Ruhekleid dem Kleid adulter Vögel, allerdings sind beim Männchen die weißen und schwarzen Partien ausgedehnter, das Blau auf den Bartstreif beschränkt und die rostrote Binde weniger ausgeprägt. Beim Weibchen sind die weißen Partien ausgedehnter, eine blaue Färbung ist höchstens sehr schwach angedeutet. Ebenso schwach ausgeprägt ist das dunkle und das rostrote Brustband.

### Mauser
Die Jugendmauser ist eine Teilmauser, bei der nur das Kleingefieder vermausert wird. Sie findet bei der Unterart L. s. svecica zwischen Mitte Juli und September, bei L. s. cyanecula ab Ende Juni statt. Die adulten Vögel vermausern ab Mitte Juli das gesamte Gefieder und sind deshalb Anfang August für kurze Zeit fast flugunfähig. Diese Vollmauser dauert zwischen 42 und 45 Tagen. Im Winterquartier findet zudem zwischen Ende Februar und Ende März eine Teilmauser statt, die sich auf das Kinn- und Kehlgefieder sowie die Kopfseiten beschränkt.

### Stimme
Der Gesang des Blaukehlchens ist kräftig, trägt aber im Unterschied zu anderen Arten der Gattung nicht sehr weit. Er ist melodisch und rau und kann viele Elemente anderer Arten oder auch imitierte mechanische Geräusche enthalten. Besonders charakteristisch ist die Einleitung der Strophen, die mit einem zögernd gereihten djip-djip-djip oder zri-zri-zri beginnt, das dann schneller und kräftiger wird und in eine meist längere Passage von melodisch-flötenden, rohrsängerartig rauen oder hart klirrenden Lautfolgen mündet. Da die Anzahl der eingeflochtenen Imitationen anderer Arten meist sehr groß ist und diese sehr vielfältig sind, fällt es oft schwer, die arttypischen Laute herauszuhören. Das Repertoire an Imitationen gibt die Zusammensetzung der Vogelwelt in der Umgebung des Brutortes gut wieder und kann auch von Tag zu Tag in der Zusammensetzung wechseln.
Der Alarmruf – ein rohrsängerähnlich raues, manchmal schnalzendes rack oder track – ist härter als der entsprechende Ruf der Nachtigall. Er wird manchmal als hüi-dack zweisilbig mit dem sanft pfeifenden Lockruf (huid, iht oder si) gepaart. Außerdem gibt es Rufreihen – etwa djüp-djüp-djüp – die der Einleitung der Gesangsstrophen ähneln und ebenfalls bei Erregung vorgebracht werden. Weiterhin sind ein erregtes chrää oder ein stark frequenzmoduliertes chiit zu hören.

### Verhalten
Das Blaukehlchen ist tag- und dämmerungsaktiv. Die größte Gesangsaktivität mitteleuropäischer Vögel setzt mit der Dämmerung ein und reicht bis nach Einbruch der Dunkelheit. Morgens beginnt der Gesang manchmal noch bei Dunkelheit und wird dann meist bis in die Morgenstunden fortgesetzt. Er wird von exponierten Warten aus vorgetragen. Bisweilen unternimmt das Männchen Singflüge, wobei es in einem flachen Bogen zu einer Warte fliegt. Es startet dabei meist von einer anderen Warte, manchmal auch vom Boden. Die Intensität von Gesang und Singflügen ist nach der Ankunft der Weibchen und vor der Eiablage am stärksten. Danach verstummt das Männchen fast vollständig. Männchen, die noch zu einem späteren Zeitpunkt singen, sind unverpaart geblieben. Aber auch bei Gelegeverlust kann die Gesangsaktivität später wieder einsetzen. Das frühe Verstummen des Gesangs, die Tatsache, dass sich Männchen durch den Gesang nicht gegenseitig stimulieren (wie bei Nachtigall und Sprosser) und dass sich das Weibchen durch den Gesang anlocken lässt, lassen vermuten, dass dieser nicht der Revierabgrenzung, sondern lediglich der Partnerwerbung dient.
Das Blaukehlchen ist nicht scheu, lebt aber sehr versteckt. Die Fluchtdistanz liegt zwischen 10 und 30 m. Auf dem Boden bewegt es sich ähnlich wie Nachtigall oder Rotkehlchen. Es steht gereckt mit vorgestreckter Brust, gestelztem Schwanz und leicht hängenden Flügeln. Die Fortbewegung erfolgt meist hüpfend, seltener mit wenigen Schritten laufend. Manchmal wirkt das schnelle Hüpfen über lange Strecken, als würde der Vogel laufen. Bei Erregung oder auch bisweilen scheinbar unmotiviert wird der Schwanz aufgestellt und gespreizt, wobei die roten Schwanzseiten sichtbar werden. Im Geäst oder Röhricht bewegt sich das Blaukehlchen schnell und ähnlich geschickt wie ein Schwirl.
Der Flug ist schnell und bogenförmig und erfolgt im freien Gelände meist dicht an der Deckung entlang. Hindernisse werden meist um-, nicht überflogen. Bei der Landung in der Deckung wird der Schwanz oft kurz aufgefächert, anschließend wechselt der Vogel rasch durch einige Sprünge den Ort.

## Verbreitung
Die Verbreitung des Blaukehlchens ist transpaläarktisch, weist aber in Europa große Lücken auf. Sie erstreckt sich vom Nordrand der Strauchtundra südwärts bis in die Steppenzone und in einige südpaläarktische Gebirgszüge. In der Nearktis gibt es ein kleines Kolonisationsvorkommen in Nordalaska.
In Westeuropa beschränkt sich das Vorkommen auf einige Gebirge der Iberischen Halbinsel sowie einige kleine, disjunkte Teilareale in Frankreich, vor allem einen 10 km breiten Streifen entlang der Atlantikküste (Unterart L. s. namnetum). Größere Areale gibt es in den Beneluxländern, nördlich der Alpen in Deutschland und Österreich und entlang der Donau im ungarischen Raum. Das mehr oder weniger geschlossene Areal reicht von Nordostdeutschland und Polen ostwärts. In Fennoskandien beschränkt sich die Verbreitung auf die Hochgebirge Norwegens, Nordschweden, Nordfinnland sowie die Halbinsel Kola und ist entlang der Küste des Weißen Meeres mit dem geschlossenen Areal verbunden. Dessen Nordgrenze verläuft ostwärts zwischen 70 und 72° Nord bis zur Tschuktschen-Halbinsel, nach Kamtschatka und Nordalaska. Im Süden reicht die dort teils sehr disjunkte Verbreitung bis in die Gebirgsregionen des nordwestlichen Kaukasus, des Zagros, des Pamir, Tian Shan, Altai, Tannu Ola und Changai. In Jakutien kommt die Art nur im Norden und sonst sehr lokal vor. Möglicherweise besteht hier eine zu große Konkurrenz zum Rubinkehlchen, das hier seinen Verbreitungsschwerpunkt hat. Gelegentliche Brutversuche des Rotsternigen Blaukehlchens gab es in Nordschottland.

## Wanderungen

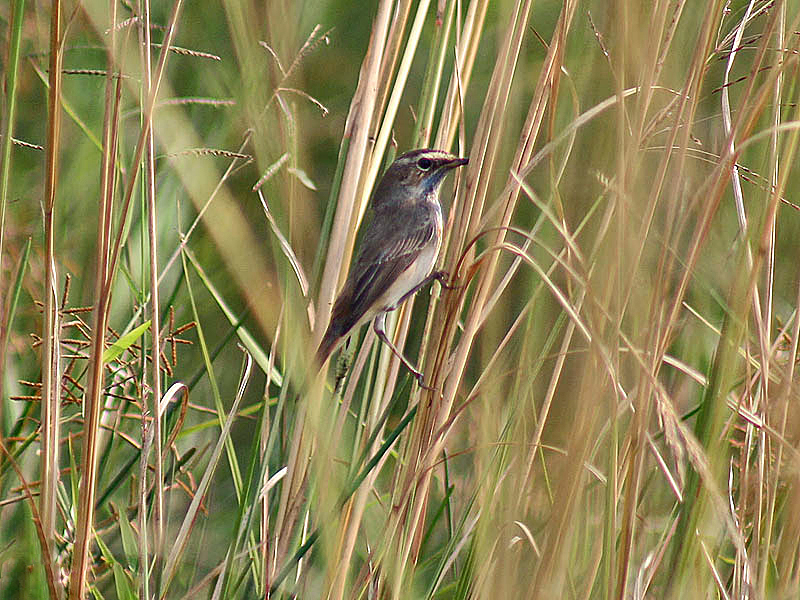
Blaukehlchen im indischen Winterquartier

Die Unterarten unterscheiden sich deutlich in ihrem Zugverhalten. Während es sich bei L. s. svecica um einen ausgesprochenen Langstreckenzieher handelt, sind L. s. cyanecula und L. s. namnetum eher Kurz- bis Mittelstreckenzieher. Ähnliches gilt für die asiatischen Unterarten, deren Überwinterungsgebiete sich teilweise mit denen von L. s. svecica überschneiden.
Die Hauptüberwinterungsgebiete von L. s. svecica liegen auf dem indischen Subkontinent und reichen bis etwa 20° N, gelegentlich gibt es Nachweise bis nach Sri Lanka. Ostwärts gibt es Nachweise bis ins südöstliche China und ausnahmsweise bis Japan. Die westliche Ausdehnung des Gebiets reicht im Norden bis in den östlichen Mittelmeerraum. Südlich der Sahara überwintert diese Unterart aber bis Westafrika, wobei sich aber die meisten Vögel im Osten konzentrieren. Die Zugrichtungen können recht unterschiedlich sein und z. B. bei in Finnland brütenden Vögeln von Südosten bis Süd-Südwesten streuen.
Die Unterart L. s. cyanecula überwintert meist südlich und südwestlich des Brutgebietes. Der überwiegende Teil ist in Nordafrika, in den Oasen der Sahara und südlich derselben anzutreffen. Östlich wurden Überwinterer bis zum Persischen Golf festgestellt. Bei dieser Unterart konzentriert sich der größte Teil aber auf Westafrika, östlich bis Nigeria. Einzelne Vögel sind aber auch schon im Mittelmeerraum anzutreffen.
Bei L. s. namnetum sind die Zugwege am kürzesten, diese Unterart überwintert im Südwesten Portugals und im Maghreb. L. s. volgae bildet auch im Zugverhalten einen Übergang: im Winter sind diese Populationen im nordöstlichen Afrika und im südwestlichen Asien anzutreffen. Die Unterarten L. s. pallidogularis und L. s. kobdensis überwintern in Südwest- und Südasien, L. s. saturatior in Südasien. Die Winterquartiere von L. s. abotti liegen in Nordindien, die von L. s. przevalskii im Osten Chinas.
In der Zugphänologie unterscheiden sich die Unterarten wenig. Die Brutstandorte werden meist in der zweiten Julihälfte geräumt. Bis zum Wegzug, der vorwiegend ab Mitte August und im September erfolgt, halten sich die mausernden Vögel aber noch in deckungsreichen Lebensräumen wie beispielsweise Röhrichtflächen auf. Die Unterart L. s. svecica ist dann auch außerhalb der gebirgigen Brutareale im Tiefland anzutreffen. Spätestens Anfang Oktober ist der Wegzug aus den Brutgebieten abgeschlossen. Der Heimzug setzt in Mitteleuropa meist Ende März ein, ungewöhnlich frühe Heimkehrer erreichen den süddeutschen Raum manchmal schon im ersten Märzdrittel. Der Durchzug ist in Mitteleuropa spätestens Mitte Mai abgeschlossen.

## Geografische Variation

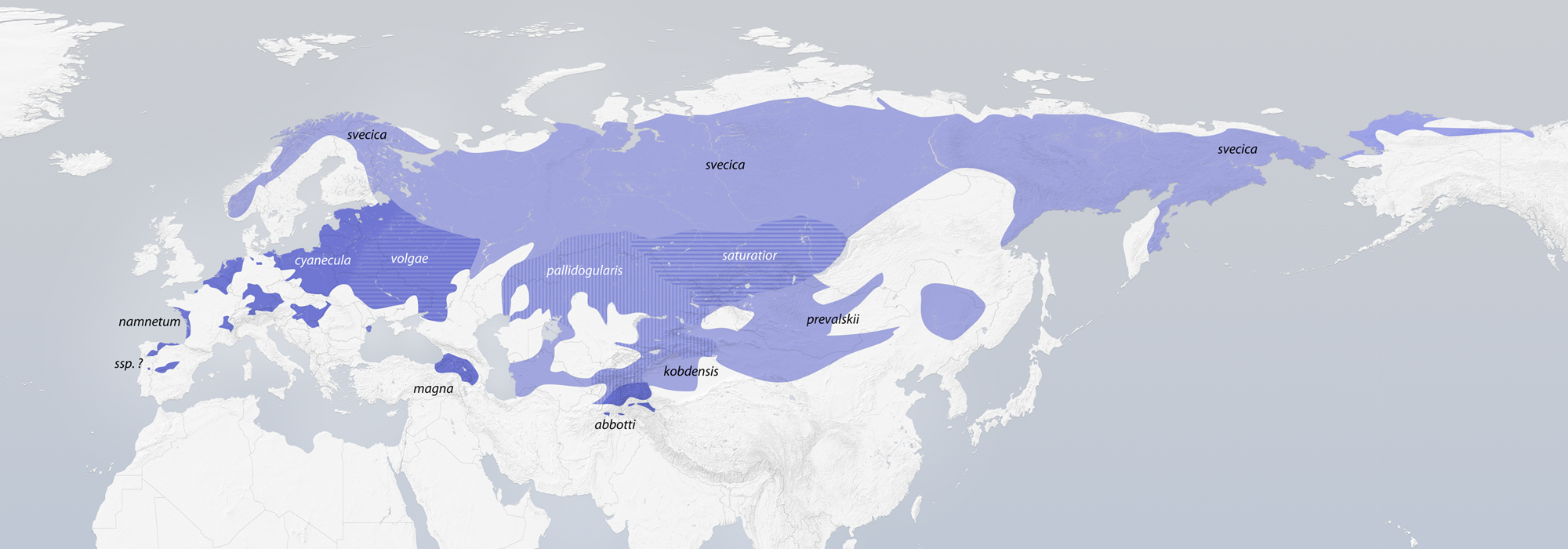
Verbreitung zur Brutzeit und Unterarten des Blaukehlchens

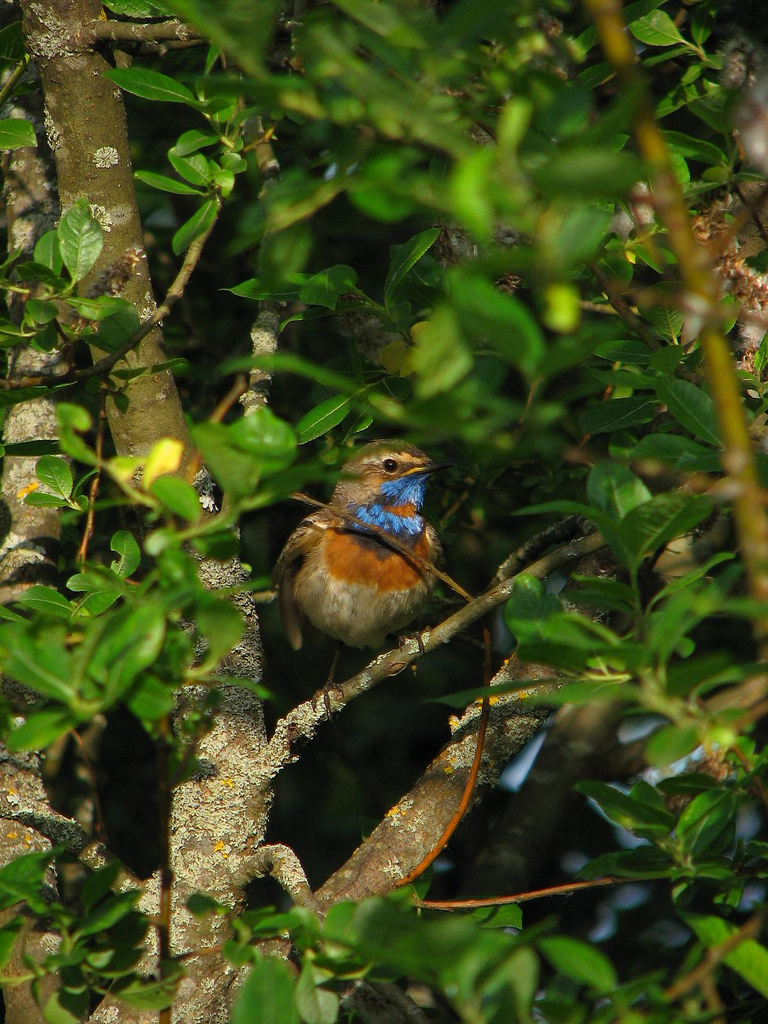
Männchen des Rotsternigen Blaukehlchens

Eine auffällige Variation besteht bezüglich der Färbung des zentralen Kehlflecks bei den adulten Männchen. Man unterteilt daher die zehn Unterarten in zwei Subspezies-Gruppen: das Weißsternige Blaukehlchen (cyanecula-Gruppe), das vorwiegend im Süden und Westen des Verbreitungsgebietes zu finden ist, und das Rotsternige Blaukehlchen (svecica-Gruppe), das eher im Norden und Osten vorkommt. Dazwischenliegende Populationen variieren stark und zeigen bisweilen auch einen roten Stern mit weißer Basis. Bei manchen Populationen der cyanecula-Gruppe (z. B. L. s. magna) kann der Stern auch vollständig fehlen. Andere Merkmale wie Größe und Färbung der Oberseite variieren nur geringfügig.

### Cyanecula-Gruppe
- L. s. cyanecula (Wolf, 1810) – Niederlande, nordöstliches Frankreich und Iberische Halbinsel, östlich bis nach Belarus und in die nordwestliche Ukraine
- L. s. namnetum Mayaud, 1934 – Südwestliches und zentrales Frankreich
- L. s. magna (Zarudny & Loudon, 1904) – Östliche Türkei, Transkaukasien und nordwestlicher Iran

Bisweilen werden zudem die spanischen Populationen als Unterart azuricollis abgegliedert.
Übergangspopulationen
- L. s. volgae (O. Kleinschmidt, 1907) – Nordöstliche Ukraine und Zentralrussland
- L. s. abbotti (Richmond, 1896) – Nördliches Afghanistan, Nord-Kaschmir, Karakorum und Ladakh

### Svecica-Gruppe
- L. s. svecica (Linnaeus, 1758) – Skandinavien und nördliches Asien sowie Nordalaska, seit den 1970er Jahren auch in einigen mitteleuropäischen Gebirgen
- L. s. pallidogularis (Zarudny, 1897) – Tiefebene von Kasachstan und ostwärts bis in den Tien Shan und zum Pamir
- L. s. saturatior (Sushkin, 1925) – Altai, nordwestliche Mongolei und Gebirge Mittelasiens
- L. s. kobdensis (Tugarinov, 1929) – Westmongolei, Süden des Altaigebirges westwärts zum Saissansee sowie in Westchina (Xinjiang)
- L. s. przevalskii (Tugarinov, 1929) – Zentralchina (Qinghai bis zum Nan Shan und östlich bis zur Dsungarischen Pforte und zum Ordos-Plateau)

## Systematik
Das Blaukehlchen wurde lange in eine eigene Gattung Cyanecula oder Cyanosilvia gestellt und die Unterarten oftmals als eigene Arten beschrieben. Später wurde es bisweilen in die Gattung Erithacus und schlussendlich in die Gattung Luscinia eingeordnet, die aus mehreren Superspecies und einigen eigenständigen Arten besteht. Eine solche Art ist das Blaukehlchen, das auch in eine monotypische Untergattung Cyanosilvia eingeordnet wird, deren Status – wie überhaupt die phylogenetischen Verhältnisse innerhalb der Gattung – nicht vollständig geklärt ist.
Die phylogenetischen Verhältnisse innerhalb der Art wurden 1998 und 2003 untersucht. Dabei wurde festgestellt, dass aufgrund der Vergleiche von Haplotypen lediglich eine grobe Trennung in eine nördliche und eine südliche Gruppe feststellbar ist und diese sich innerhalb der letzten 15.000 Jahre entwickelt haben müssen. Die geografische Variation des Phänotyps und die Einteilung in Unterarten wurden durch die genetischen Befunde nicht gestützt.

## Lebensraum

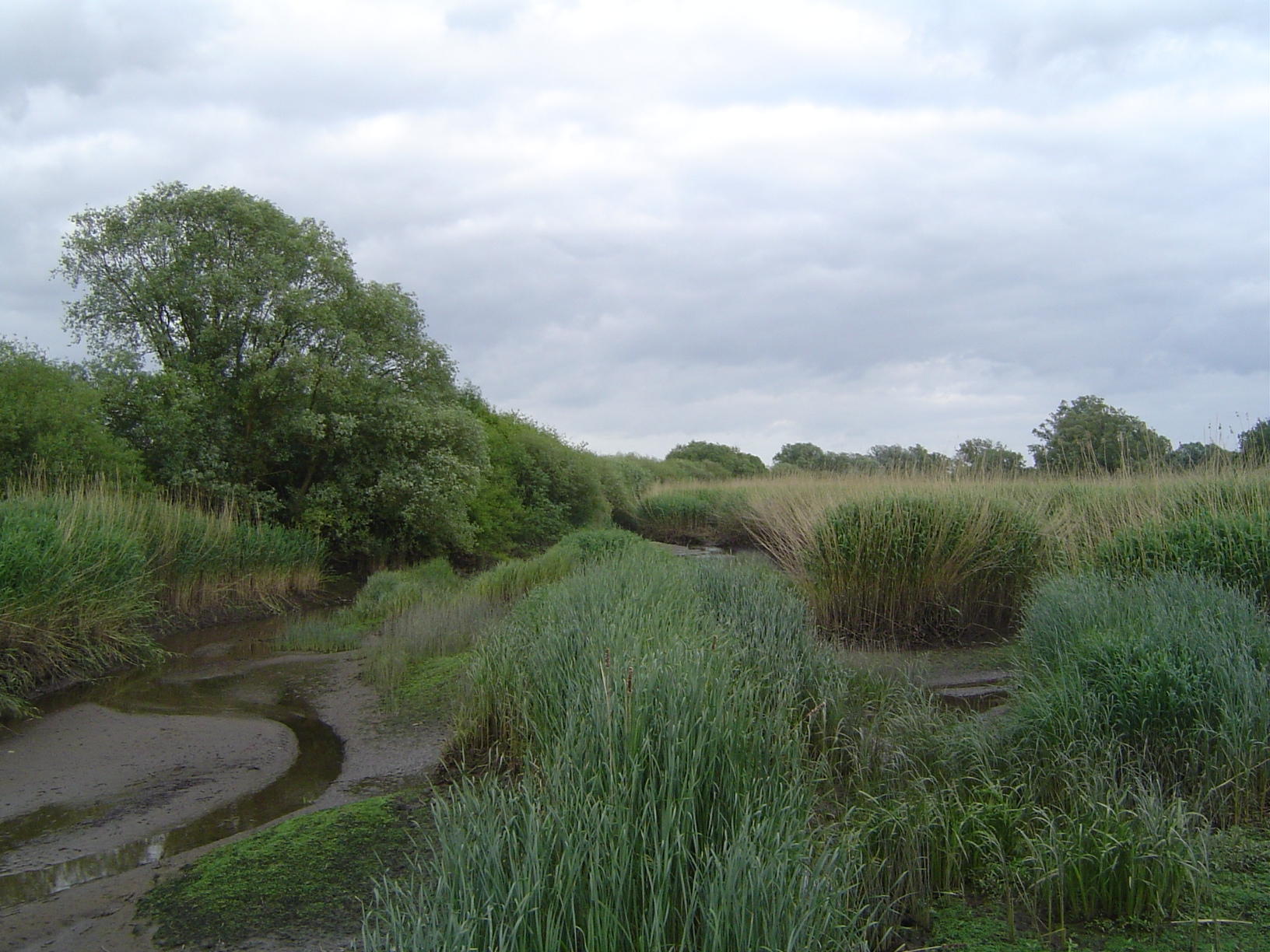
Die Unterart L. s. cyanecula besiedelt feuchte Standorte mit Weidengebüsch.

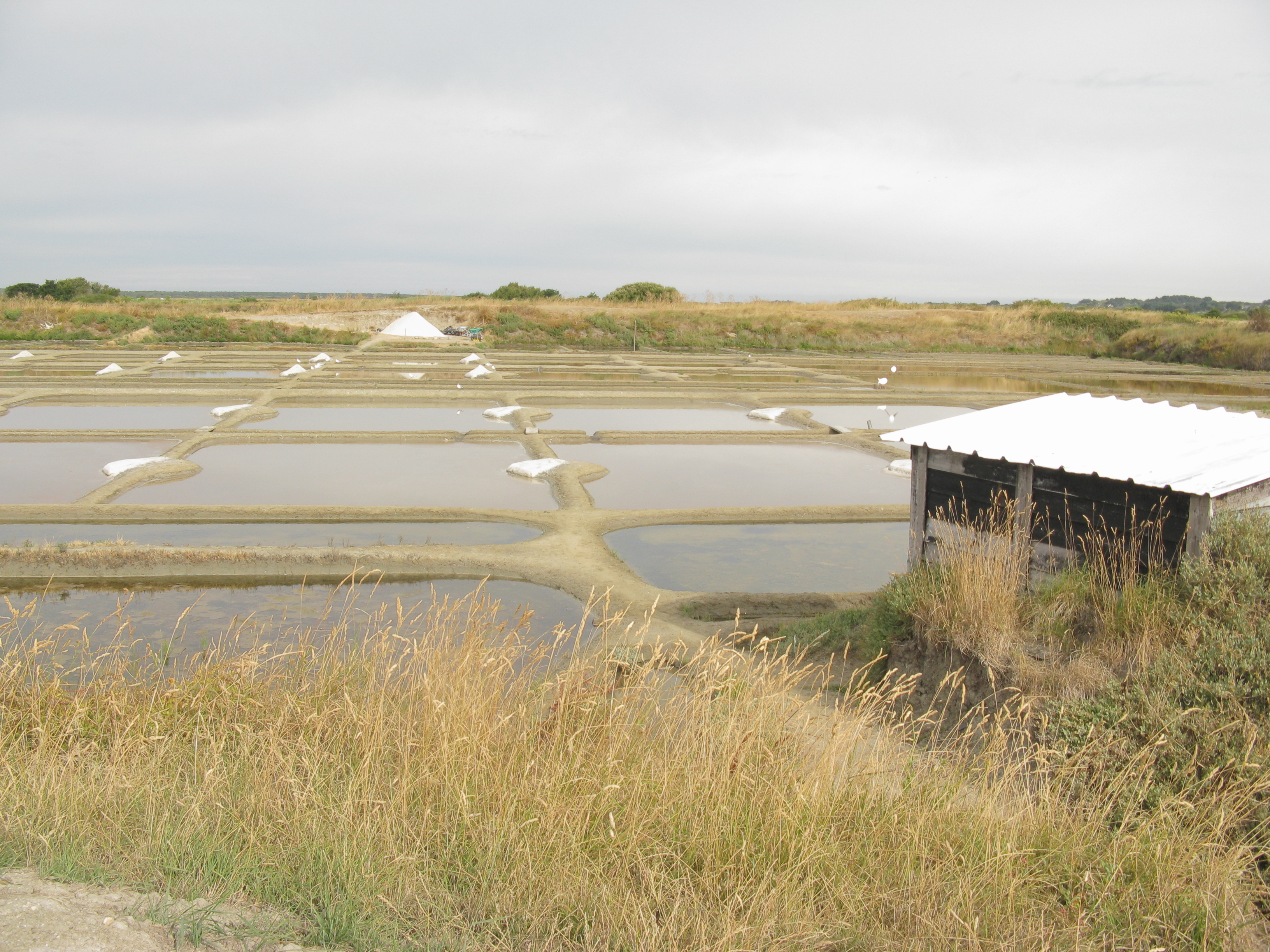
Die Unterart L. s. namnetum brütet zum Teil an verbuschenden Salinen der französischen Atlantikküste.

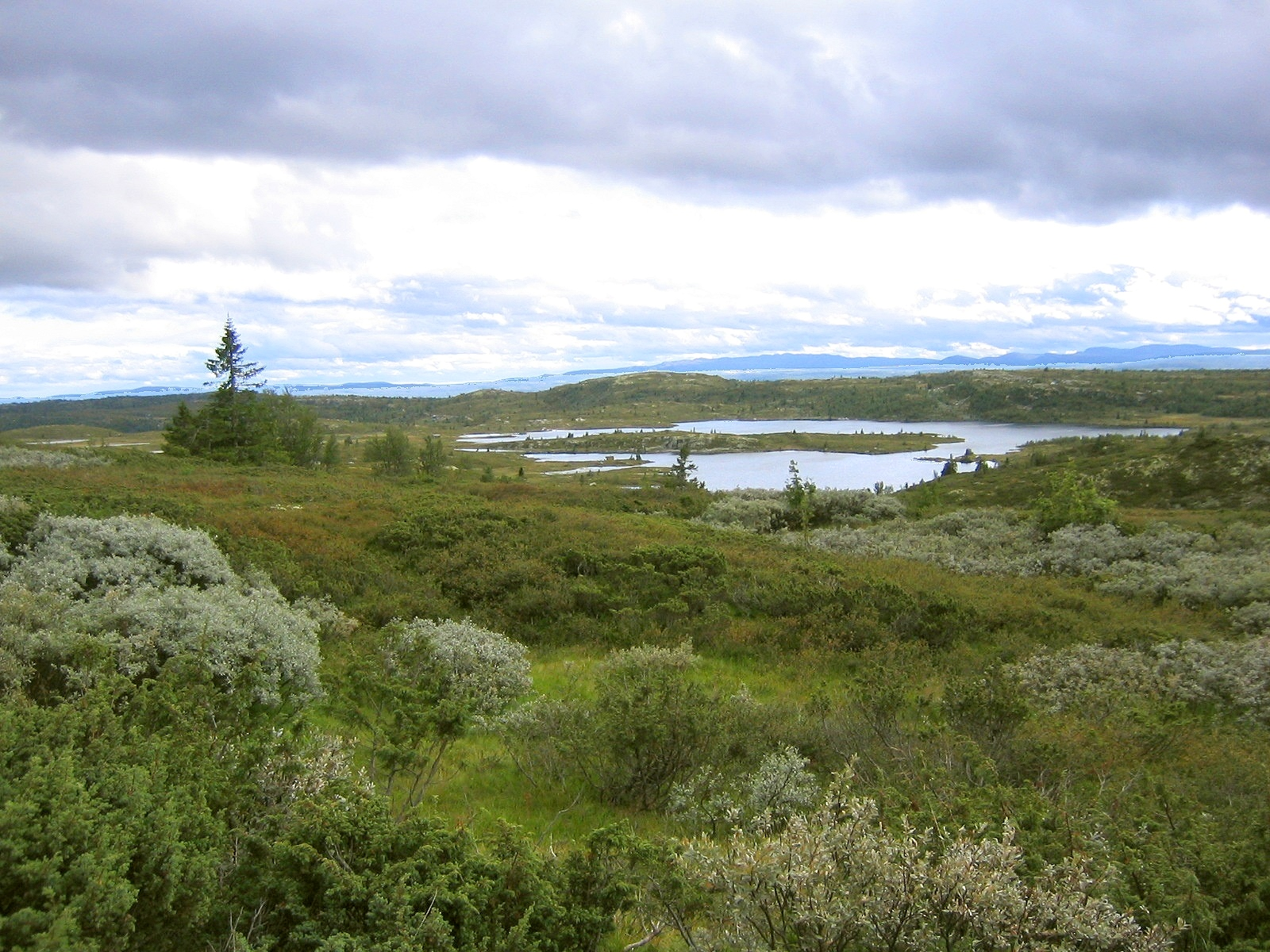
Die Unterart svecica brütet an strauchbestandenen, feuchten Standorten in Fjell und Tundra.

Das Blaukehlchen besiedelt nasse Standorte, die eine Kombination aus schütterem Bewuchs und guter Deckung bieten. Bei letzterem muss es sich nicht wie bei der Nachtigall um dichtes Gebüsch handeln, sondern es reichen entsprechend dichte Bestände aus Altschilf oder Hochstauden. Gewässernähe ist nicht unbedingt erforderlich, jedoch werden solche Biotope vielerorts bevorzugt angenommen.
Bei den Primärhabitaten der Unterart L. s. cyanecula handelt es sich um zwei recht kurzlebige Sukzessionsstufen der Niedermoor- und Fließgewässerverlandung. Zum einen ist dies die Pflanzengesellschaft des Weiden-Faulbaum-Gebüsches (Frangulo-Salicetum cinereae), in dem Gebüsche aus Grau- und Ohr-Weide die Übergangsstufe vom Röhricht zum Erlenbruch darstellen. Zum anderen sind dies der Korbweidenbusch (Salicetum triandro-viminalis), in dem Korb- und Mandel-Weide entlang von Fließgewässern Gebüsche mit einer artenarmen Krautschicht bilden, und der Bruchweiden-Auwald (Salicetum fragilis), in dem Gebüsche aus Bruch-, Silber- oder Purpur-Weide an Fließgewässern oder Altarmen zum Auwald überleiten.
In der Kulturlandschaft, wo diese Stadien aufgrund der Gewässerregulierung meist fehlen, ist das Blaukehlchen auf Biotope angewiesen, die kurzfristig durch menschliche Eingriffe entstehen und dann verbuschen oder mit Röhricht überwuchern. Dies können Baggerungen und Aufschüttungen in Kiesgruben, an Flussufern, Baggerseen oder Fischteichen sein. In der Agrarlandschaft werden bisweilen auch schilfbestandene Entwässerungsgräben, Wegränder, Nassbrachen und Ruderalflächen besiedelt. In den Marschlandschaften der Nordseeküste (Niederlande, Belgien und Deutschland) besiedelt die Art seit einigen Jahren erfolgreich Rapsfelder mit röhrichtbestandenen Gräben sowie trockene Gräben in Poldern. An der französischen Atlantikküste brütet das Blaukehlchen in verlandenden und verbuschenden Salinen. In Spanien werden trockene, steinige Gebirgshänge als Brutbiotop genutzt.
Die Unterart L. s. svecica brütet in Skandinavien in sumpfigen Buschwäldern der Moor-Birke (Betula tortuosa), an sumpfigen Standorten mit Gestrüpp aus Weiden und Birke in Fjell und Tundra, in Zwergstrauchheiden sowie an Gewässern und Moorrändern der Nadelwaldzone. In den europäischen Gebirgen, wo diese Unterart seit Mitte der 1970er vorkommt, werden Hochmoore, Moorheiden und Kleinseggenriede mit mindestens 50 % Deckung aus Latschenkiefer besiedelt – so etwa im Riesengebirge, in der Tatra oder den Zentralalpen. In den Alpen brütet das Rotsternige Blaukehlchen auch in Blockhängen mit alpinen Sträuchern, die an Quellfluren oder nasse Runsen angrenzen. Die Höhenverbreitung liegt dort zwischen 1300 und 2100 Metern über dem Meer.
Auf dem Zug sind alle europäischen Unterarten in Gebüschen und Röhrichten an Flussmündungen, Reisfeldern oder Gewässern anzutreffen.
Für Mitteleuropa werden wesentliche Brutgebiete im Salzburger Land ausgewiesen. So findet man das Weißsternige Blaukehlchen im Europaschutzgebiet Weidmoos, das Rotsternige Blaukehlchen im Hundsfeldmoor in Obertauern.

## Siedlungsdichte
Zur Brutzeit beträgt der Raumbedarf der Unterart L. s. cyanecula zwischen 0,24 und über 2 ha. In günstigen, dichtbesetzten Habitaten werden Brutdichten zwischen 5 und 6 Brutpaaren/10 ha erreicht, so in einer Verlandungszone mit anschließendem Bruchwald am Niederrhein. In den benachbarten Röhrichtflächen betrug die Dichte 1,4 Bp./10 ha. Für L. s. svecica finden sich ähnliche Angaben mit 4,5–5 Bp./10 ha in feuchtem Bergbirkenwald am Rand von Zwergbirkenmoorland sowie demgegenüber 0,8–1,5 Bp./10 ha in trockenerem Birkenwald. Der Raumbedarf von L. s. namnetum scheint mit Revieren ab 1,3 ha kleiner zu sein. In der Loire-Mündung wurden Dichten bis zu 8 Bp./10 ha erreicht.

## Nahrung
Das Blaukehlchen sammelt seine Nahrung überwiegend auf dem Boden und in der Krautschicht. Sie besteht zum großen Teil aus Insekten wie Zweiflüglern, Käfern, kleinen Heuschrecken und Kleinlibellen. Ergänzend kommen Spinnen, Würmer und kleine Schnecken hinzu. Anders als bei Nachtigall und Sprosser gehören Ameisen kaum zum Beutespektrum, Asseln, Hundert- und Tausendfüßer werden nur sehr selten gefressen. Ab dem Spätsommer kommen gelegentlich Beeren und Früchte hinzu.

## Fortpflanzung
Das Blaukehlchen führt für gewöhnlich eine monogame Saisonehe, bisweilen kommt Bigynie vor. Bei der Unterart L. s. cyanecula finden Zweitbruten statt, L. s. svecica brütet nur einmal.
Die Geschlechtsreife wird mit einem Jahr erreicht, jedoch scheinen nicht alle vorjährigen Männchen zu brüten oder ein Revier zu besetzen. So werden bisweilen auch während der Brutzeit noch mehrere Männchen in fremden Revieren oder für einen Tag singend in wenig geeigneten Habitaten festgestellt.
Die Männchen treffen über einen Zeitraum von über zwei Wochen im Brutgebiet ein, die Weibchen folgen zwei bis zweieinhalb Wochen später. Bei schlechter Witterung kann sich die Reviergründung bis zu einer Woche hinziehen. In den nördlichen Populationen gehen Ankunft und Revierbildung meist schneller vonstatten. Bisweilen werden vorjährige Reviere wiederbesetzt.

### Balz
Balz und Paarbildung finden gleich nach dem Eintreffen der Weibchen statt. Die Balz hat teils recht aggressive Züge, einige Verhaltensweisen ähneln solchen des agonistischen Verhaltens. Im Unterschied zu Nachtigall und Sprosser, bei denen dieser fehlt, wird ein Imponierflug des Männchens beschrieben, der auffällig und schwirrend ist. Wird dabei ein Weibchen angesteuert, mündet dies oft in Verfolgungsflüge, bei denen das Weibchen meist aus dem Revier flüchtet. Kehrt es zurück, kann sich der Vorgang wiederholen.
Ein weiterer Bestandteil der Werbung ist das Imponierverhalten, bei dem das Männchen seine farbigen Partien deutlich zur Schau stellt, indem es Kehl- und Brustgefieder sträubt, Kopf und Hals aufrichtet, mit den Flügeln schlägt und den aufgefächerten Schwanz hebt. Bei intensivem Gesang ist deutlich das gelbe Innere des Schnabels sichtbar. Zudem wiegt sich das balzende Männchen hin und her. Das Weibchen wird umworben, am Boden oder von einem Zweig aus besungen und mitunter verfolgt.
Später signalisiert das Weibchen seinen Paarungswillen, verhält sich aber noch aggressiv gegenüber einem sich nähernden Männchen. Dieses versucht, mit halblautem Singen und durch Präsentieren des Kehlfelds den Abstand zu reduzieren, und überfliegt das Weibchen mit schwirrenden Flügeln. Nach ausgedehnter Bodenbalz des Männchens fordert das Weibchen schließlich unter Zirpen in vorgestreckter Haltung mit aufgestelltem Schwanz und vibrierenden Flügeln zur Paarung auf.

### Nestbau
Das Nest wird ausschließlich vom Weibchen am Boden oder in Bodennähe gebaut. Es wird gut in der Vegetation verborgen, gerne auch in kleinen Höhlungen oder Vertiefungen errichtet – beispielsweise an Erosionskanten oder in Wurzelwerk. Das Nest ist napfförmig und misst zwischen 11 und 14 cm im Außendurchmesser und 7–10 cm in der Höhe. Die Mulde ist etwa 6 cm tief. Das Nest von svecica besteht aus dürren Halmen und Blättern der Rasenschmiele und seltener auch aus Moos. Bei L. s. cyanecula werden Grashalme, Stücke von Schilf- oder Rohrkolben-Blättern und Schilfrispen, für die Mulde auch feinere Pflanzenfasern und Haare, verwendet.

### Brut und Jungenaufzucht

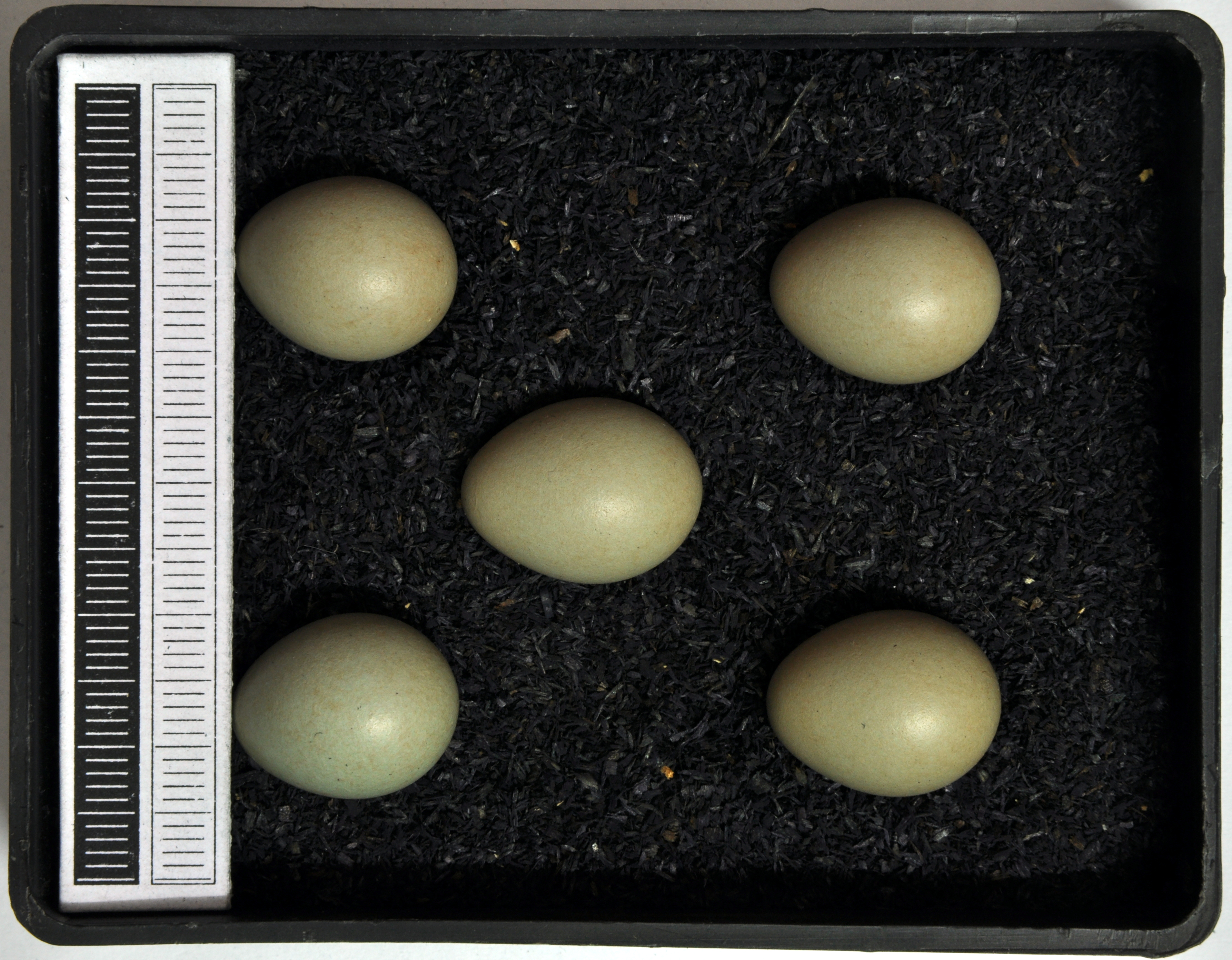
Eier des Blaukehlchen Luscinia svecica svecica (Sammlung Museum Wiesbaden)

Das Gelege besteht aus 4–7, meist 5 oder 6 Eiern. Diese sind dunkel olivgrün, glänzend und meist einfarbig, seltener gewölkt oder rostbraun gesprenkelt. Die Maße liegen etwa bei 19 × 14 mm. Die Bebrütung dauert etwa zwei Wochen (bei svecica bis zu zwei Tage kürzer) und erfolgt durch das Weibchen. Sie beginnt nach Ablage des letzten Eis (bei svecica auch eher).
Die Nestlingszeit liegt zwischen 13 und 14 Tagen. Es füttern beide Partner. Die ausgeflogenen Jungen halten sich noch mindestens einen Monat im Revier der Eltern auf.

### Bruterfolg und Lebenserwartung
Bei einer Untersuchung in Finnland lag der Bruterfolg in zwei untersuchten Jahren jeweils bei etwa 75 %, trotz ungünstiger Witterung im zweiten Jahr. Der größte Teil der Verluste ging auf Prädatoren zurück, bei denen es sich in diesem Fall um Nebelkrähe, Merlin, Mauswiesel und Hermelin handelte. Eine Untersuchung an einer L. s. namnetum-Population ergab einen wesentlich geringeren Bruterfolg von 46,2 %. Neben Prädatoren, die sich hier aus Marderartigen, Vipern, Feldmäusen und Rabenvögeln zusammensetzten, war wohl auch das raue Atlantikwetter ursächlich.
Der mit 8 Jahren und 9 Monaten älteste Ringvogel wurde in Schweden gefangen. In Gefangenschaft wurde ein Vogel 11 Jahre alt.

## Bestandsentwicklung
Die Bestandsentwicklung für die Unterart L. s. cyanecula ist vermutlich etwa seit dem 19. Jahrhundert insgesamt negativ, da geeignete Lebensräume seltener und zunehmend zerstückelt wurden. Lokal und temporär können sich anthropogene Einflüsse jedoch auch positiv auswirken, da durch sie geeignete, allerdings oft sehr kurzlebige Sukzessionsstadien erst entstehen, so dass vielerorts die Bestände stark schwankten. Die Art verschwand aber zunehmend aus großen Teilen Mitteleuropas und konnte sich fast nur noch in größeren Flussniederungen halten. In den 1970er Jahren wurde schließlich ein Bestandstief erreicht. Das Blaukehlchen galt als Inbegriff einer vom Aussterben bedrohten Vogelart. Seit den 1980er Jahren ist die Entwicklung jedoch wieder positiv. Unter anderem in den Niederlanden konnten sich stabile Vorkommen etablieren, was in den 1990er Jahren zu einer starken Ausbreitung führte, die bis nach Dänemark und Süddeutschland zu spüren war. 2001 ergab eine landesweite Erfassung in Niedersachsen, dass die Art hier vor allem in den Marschlandschaften der Nordseeküste überraschend große Bestände aufweist. Sie konnte hier Rapsfelder mit röhrichtbestandenen Gräben als Sekundärlebensraum erobern und brütet somit erfolgreich in der Agrarlandschaft.
Kurzfristige Bestandsanstiege und -abnahmen, die heimliche Lebensweise und das frühe Aussetzen des Gesangs schon im Mai machen eine flächendeckende Erfassung der Art schwierig. In Deutschland wird der Bestand auf 7.000–8.300 Brutpaare (2005) geschätzt. Der Bestandstrend von 1980 bis 2005 war positiv. Bereits seit den 1950er und 1960er Jahren hat der Bestand in Frankreich, im Süden Mitteleuropas und in Rumänien zugenommen.
Die Gefährdungsursachen sind heute zum einen weiterhin die Aus- und Umbaumaßnahmen an Gewässern und in großen Flusslandschaften, die in großem Maße die für die Art wichtigen Verlandungszonen und Niedermoorbereiche vernichten. Zum anderen ist ein bedeutender Faktor in der Kulturlandschaft das Ausräumen von Entwässerungsgräben, die Entwässerung über unterirdische Rohrsysteme oder eine unkontrollierte Schilfmahd. Die Röhrichtbestände, die der Art in der Kulturlandschaft geeignete Brutmöglichkeiten bieten, werden dadurch beseitigt.
Der Bestand von svecica ist vermutlich seit den 1970er Jahren relativ konstant geblieben. Die gesamteuropäische Population des Blaukehlchens wird auf 800.000–2.500.000 Brutpaare geschätzt, wovon etwa 95 % auf diese Unterart entfallen. Hiervon wiederum machen den größten Teil die Brutvögel Skandinaviens und Russlands aus. Der schwedische Bestand wird mit 140.000–250.000 Bp., der finnische mit 100.000–200.000 beziffert. In Skandinavien hat es vermutlich eine leichte Arealausdehnung gegeben. In diesem Zusammenhang gab es auch gelegentliche Brutversuche in Nordschottland. Seit Mitte der 1970er Jahre hat das Rotsternige Blaukehlchen einige europäische Gebirge besiedelt, so die Hohe Tatra, das Riesengebirge, die Alpen und die ukrainischen Karpaten.
Der Weltbestand des Blaukehlchens wird auf 30–100 Millionen Exemplare geschätzt und gilt als nicht gefährdet (“least concern”).

## Historisches und Namensgebung

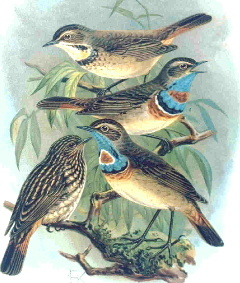
Rotsternige Blaukehlchen

Wie Nachtigall und Sprosser war das Blaukehlchen in historischen Zeiten als Stubenvogel beliebt. Im Unterschied zu den ersteren stellt Christian Ludwig Brehm es 1832 in seinem „Handbuch für den Liebhaber der Stuben- und Hausvögel“ zu den „Sängern zweiten Ranges“, hebt aber auch die große Imitationsfähigkeit hervor. Es wurde vor allem auf dem Zug mit Schlagnetzen und Leimruten gefangen.
Andere Namen für diese Art waren Spiegelvögelchen, Wegflecklein, Blaukatel, Blaukröpfel oder Blaukropf, blaukehliger Sänger, Schildnachtigall, Wassernachtigall oder Carlsvogel.

## In der Astronomie
Der Asteroid (8443) Svecica wurde 1999 nach dem Blaukehlchen benannt.